# Петров, Николай Павлович (учёный)
Никола́й Па́влович Петро́в (13 [25] мая 1836, Трубчевск, Орловская губерния — 15 января 1920, Туапсе) — русский учёный-механик и инженер, инженер-генерал, профессор, основоположник гидродинамической теории смазки.

## Биография
Н. П. Петров по происхождению — из дворян Новгородской губернии, родился в семье военного.
Окончил Константиновский кадетский корпус (1855) и офицерские классы Николаевского инженерного училища (1858). Затем служил в училище на кафедре математики под руководством известного учёного М. В. Остроградского. Будучи вольнослушателем Технологического института, принимал участие в проектировании машин на Охтинском заводе в коллективе талантливого конструктора профессора И. А. Вышнеградского.
В 1865 году был направлен за границу для изучения прикладной механики. По возвращении с 1866 года читал лекции в Петербургском технологическом институте и Инженерной академии. После присвоения в 1867 году звания адъюнкт-профессора практической механики Инженерной академии выполнял крупные научно-исследовательские работы по созданию оборудования военных заводов. Возглавлял кафедру паровой механики в Петербургском технологическом институте, а в 1871 году — кафедру железнодорожного дела. В это время начинается научная деятельность Н. П. Петрова в области трения, износа и смазки. С 1872 года в Технологическом институте он в качестве профессора читал теорию и устройство паровых котлов и паровозов и руководил составлением проектов.
В 1873 году он стал членом Инженерного совета Главного общества российских железных дорог, принимал участие в строительстве Транссибирской железной дороги.

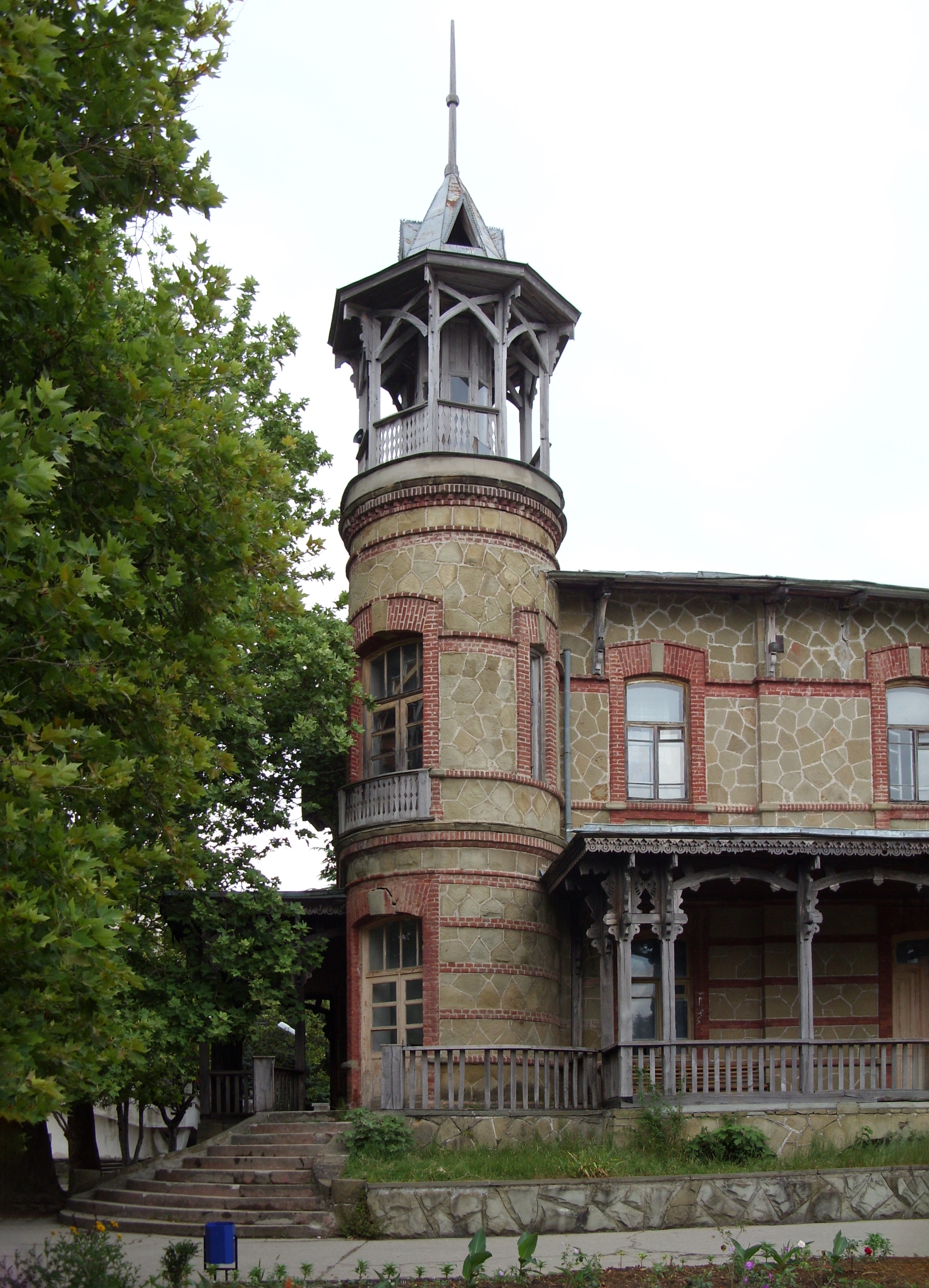
Дача Петрова, построенная в 1899 году близ Шепси, в настоящее время — дом-музей

В 1883 году в «Инженерном журнале» издаётся первая работа Н. П. Петрова по гидродинамической теории смазки «Трение в машинах и влияние на него смазывающих масел». За её создание в 1884 году он стал лауреатом Ломоносовской премии. В 1886 году была опубликована вторая работа — «Описание и результаты опытов над трением жидкостей и машин»; а в 1887 году — третья книга — «Трение в машинах и влияние на него смазывающей жидкости. Практические результаты опытов». В 1900 году в «Записках» Академии наук вышло в свет четвёртое крупное сочинение Н. П. Петрова — «Трение в машинах», в котором изложена теория смазки с учётом эксцентрического положения шипа в подшипнике.
В 1892 году Н. П. Петров был назначен председателем Инженерного совета Министерства путей сообщения, а в 1893 году — товарищем министра путей сообщения. В 1894 году избирается почётным членом Петербургской академии наук. С 1896 по 1905 год был председателем Русского технического общества.
С 1900 года — член Государственного совета. В реформированном Госсовете после 1906 года — присутствующий член, с 1907 по 1916 год — председатель 2-го департамента.
В июле 1915 года назначен председателем «Верховной комиссии для всестороннего расследования обстоятельств, послуживших причиной несвоевременного и недостаточного пополнения запасов военного снаряжения». Постановлением этой комиссии в 1916 году было возбуждено уголовное преследование против В. А. Сухомлинова.
За свою жизнь опубликовал более 80 научных работ и был удостоен многих премий. Ему была присуждена золотая медаль Русского технического общества, и он был избран почётным членом Московского политехнического общества.

### Семья
Отец хирурга Н. Н. Петрова, дед искусствоведа В. Н. Петрова.

## Военные чины
- В службу вступил (11.06.1855)[3]
- Прапорщик (11.06.1855)
- Подпоручик (12.04.1859)
- Поручик (30.08.1861)
- Штабс-капитан (30.08.1863)
- Капитан (16.04.1867)
- Полковник (31.03.1868)
- Генерал-майор (30.08.1878)
- Генерал-лейтенант (30.08.1888)
- Инженер-генерал (09.04.1900)

## Награды
Российские:
- Орден Святого Станислава 3-й степени (17.04.1863)[3],
- Орден Святого Станислава 2-й степени (24.11.1869),
- Орден Святой Анны 2-й степени (16.04.1872),
- Орден Святого Владимира 4-й степени (04.08.1874),
- Орден Святого Владимира 3-й степени (01.01.1878),
- Орден Святого Станислава 1-й степени (30.08.1881),
- Орден Святой Анны 1-й степени (15.05.1883),
- Орден Святого Владимира 2-й степени (30.08.1886),
- Высочайшее благоволение (01.04.1890),
- Орден Белого орла (30.08.1890),
- Орден Святого Александра Невского (14.05.1896),
- Знак отличия беспорочной службы за XL лет (22.08.1896),
- Табакерка с алмазами и портретом императора Николая II (20.03.1904),
- Орден Святого Владимира 1-й степени (11.06.1905),
- Высочайший рескрипт (14.12.1912),
- Высочайшая благодарность (14.09.1913),
- Орден Святого апостола Андрея Первозванного (11.06.1915).

Иностранные:
- Французский орден Почётного легиона, командорский крест (1893),
- Персидский орден Льва и Солнца 1-й степени (1893),
- Румынский орден Короны 1-й степени (1894),
- Французский орден Почётного легиона, большой офицерский крест (1898).

## Память
- В здании железнодорожного вокзала Туапсе Н. П. Петрову установлен бюст.

Бюст в Туапсе
Мемориальная доска

На территории пансионата «Шепси» сохранилось кирпичное здание его дачи с установленной мемориальной табличкой.